# Martyn Margetson
Martyn Walter Margetson (ur. 8 września 1971 w Neath) – walijski piłkarz grający na pozycji bramkarza, reprezentant kraju, trener.

## Kariera piłkarska

### Manchester City
Martyn Margetson karierę piłkarską rozpoczął w 1990 roku w Manchesterze City, w którym debiut zaliczył 3 maja 1991 roku na Old Trafford w derbach Manchesteru, w przegranym 1:0 meczu wyjazdowym z Manchesterem United, zastępując zawieszonego Tony’ego Cotona. Wystąpił także w ostatnim meczu sezonu 1990/1991, w wygranym 3:2 meczu domowym z AFC Sunderlandem. Jednak podczas pobytu w drużynie The Citizens w latach 1990–1998 nie zdołał wywalczyć miejsca w pierwszym składzie, w wyniku czego był wypożyczany do Bristol Rovers (1993), Boltonu Wanderers (1994) oraz Luton Town (1995). 4 października 1995 roku w końcowych minutach wygranego 4:0 meczu domowego z Wycombe Wanderers w drugim meczu drugiej rundy Pucharu Ligi Angielskiej obrońca drużyny The Citizens, Richard Edghill odniósł kontuzję i nie mógł kontynuować gry, ponieważ na ławce nie było już do wymiany żadnego innego zawodnika z pola, Margetson zastąpił kontuzjowanego kolegę, występując w meczu jako napastnik.

### Dalsza kariera
Następnie w sezonie 1998/1999 reprezentował barwy występującego w Third Division Southend United, w którym zadebiutował 8 sierpnia 1998 roku w wygranym 2:1 meczu domowym z FC Scarborough, jednak wkrótce stracił miejsce w klubie na rzecz Mela Capletona, po czym odszedł z klubu i był bliski podpisania kontraktu z występującym w Division Two FC Blackpool, jednak ostatecznie w sierpniu 1999 roku został zawodnikiem Huddersfield Town, jednak w klubie zadebiutował dopiero 16 kwietnia 1999 roku w przegranym 2:0 meczu wyjazdowym z Blackburn Rovers, po tym jak podstawowy bramkarz Nico Vaesen został ukarany czerwoną kartką za zagranie piłki ręką, a po odejściu Nico Vaesena do Birmingham City latem 2001 roku Margetson został podstawowym bramkarzem klubu, z którym w sezonie 2001/2002 zajął 6. miejsce, co gwarantowało udział w barażach o awans do Division One, w którym w pierwszej rundzie przegrał rywalizację z FC Brentford (0:0, 1:2), po czym odszedł z klubu i pojechał na obóz przygotowawczy do Szkocji z Cardiff City, z którym wkrótce podpisał kontrakt, natomiast 11 września 2002 roku zadebiutował w wygranym 5:1 meczu wyjadzowym Boston United w pierwszej rundzie Pucharu Ligi Angielskiej. Jednak podstawowym bramkarzem drużyny The Bluebirds był tylko w sezonie 2003/2004, a po sezonie 2006/2007, w którym zmagał się z kontuzją spowodowaną operacją kolana i usunięciem dwóch dysków z pleców, zakończył karierę piłkarską.

## Kariera reprezentacyjna
Martyn Margetson w latach 1991–1993 w reprezentacji Walii U-21 rozegrał 7 meczów.
W latach 2004–2005 był wielokrotnie powoływany do seniorskiej reprezentacji Walii przez selekcjonerów Marka Hughesa i Johna Toshacka, jednak zagrał tylko w jednym meczu: za kadencji Marka Hughesa 30 maja 2004 roku na Racecourse Ground we Wrexham w wygranym 1:0 meczu towarzyskim z reprezentacją Kanady, w którym zastąpił w drugiej połowie Danny’ego Coyne’a.

## Kariera trenerska
Martyn Margetson jeszcze w trakcie kariery piłkarskiej został trenerem bramkarzy Cardiff City, którym był do 2011 roku. Jeszcze w trakcie pracy w klubie, 15 stycznia 2011 roku został mianowany przez selekcjonera reprezentacji Walii, Gary’ego Speeda trenerem bramkarzy. Następnie był trenerem bramkarzy West Ham United (2011–2014) oraz ponownie Cardiff City (2014–2017).
8 sierpnia 2016 roku po sukcesie reprezentacji Walii na Euro 2016 we Francji, w którym drużyna Smoków dotarła do półfinału, odszedł z FAW (Walijski Związek Piłki Nożnej), a 9 sierpnia 2016 roku został trenerem bramkarzy reprezentacji Anglii w sztabie szkoleniowym Sama Allardyce’a, potem Garetha Southgate’a.
Równocześnie był trenerem bramkarzy w Crystal Palace (2017), w Evertonie Liverpool (2017–2018) oraz dwukrotnie w Swansea City (2019–2021, od 2023).

## Pozostała działalność
Martyn Margetson wraz z byłym kolegą z Cardiff City Johnem Robinsonem jest właścicielem firmy zajmującej się nieruchomościami.